# Ficus insipida

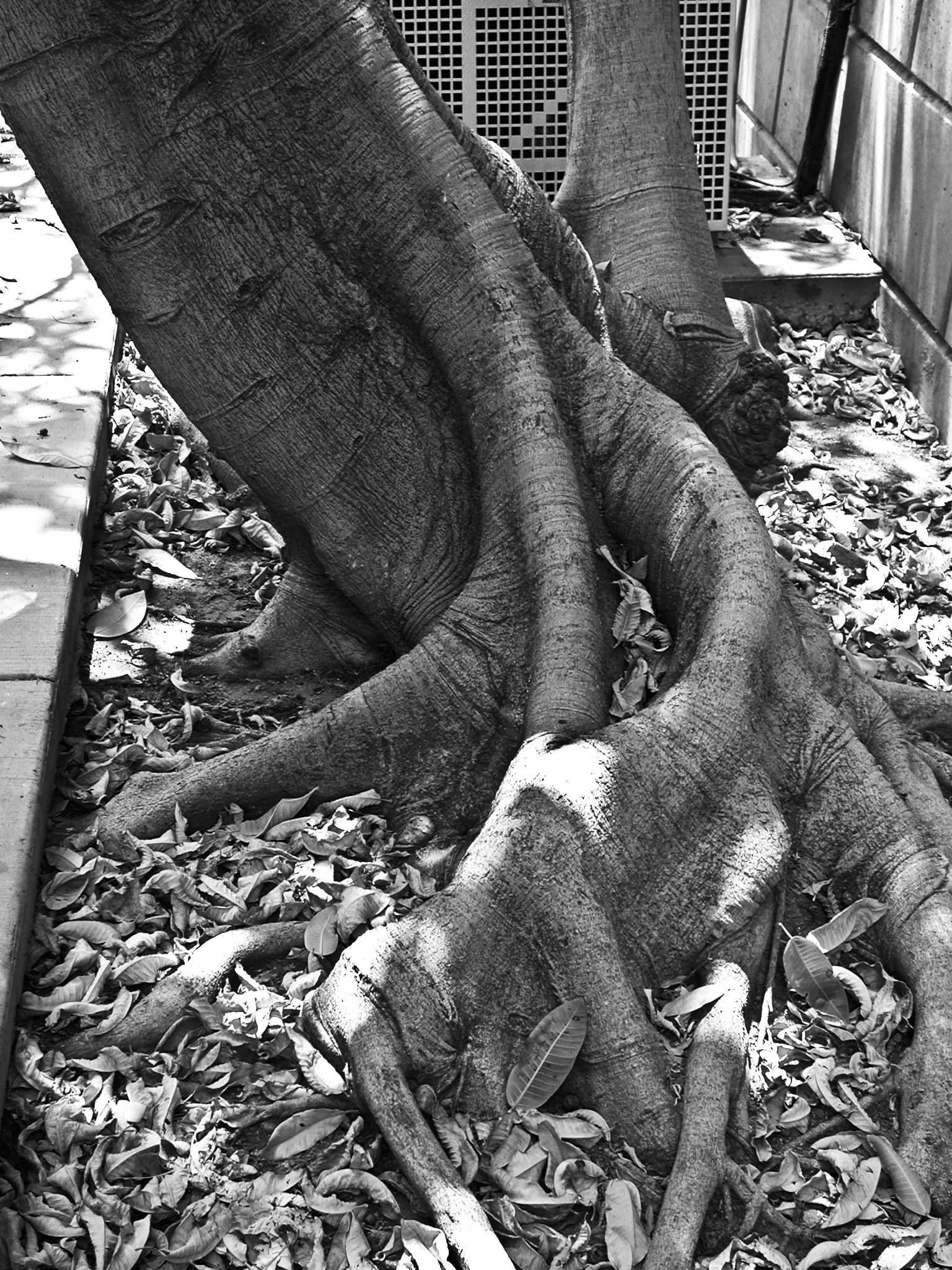
Arrels

Ficus insipida és una espècie d'arbre del gènere Ficus, que té diversos usos entre alguns pobles autòctons d'Amèrica. A Mèxic, Guatemala, El Salvador i Hondures se l'anomena amate (del nàhuatl amatl); a Colòmbia és conegut com a chibecha, a Panamà i Perú higuerón, i ojé a Perú i Bolívia. A Costa Rica se l'anomena chilamate de riu i a Nicaragua simplement chilamate.

## Descripció
El Ficus insipida pot trobar-se distribuït a zones tropicals d'Amèrica, des de Mèxic fins a l'Amazònia. Creix en climes variats i humits, en què forma part de les capes altes del bosc tropical. Produeix un fruit semblant al de la figuera (perquè n'és família) no comestible per als éssers humans. Els qui sí que se n'alimenten són els peixos Brycon guatemalensis present a Costa Rica i Guatemala, que ajuda a distribuir-ne les llavors en ingerir-les i passar-les pel tracte digestiu. Aquesta espècie vegetal es classificà per primera vegada al 1817.

## Utilització
Les cultures de l'altiplà de Mèxic recol·lectaven l'escorça d'aquest arbre, la maceraven i feien làmines primes amb la polpa d'escorça, que variaven de forma i grossària en funció del propòsit del paper (escriptura o adorns). Després assecaven al sol les làmines; una vegada seques, adquirien un color d'ocre clar a fosc i una textura rugosa. Aquesta classe de paper es coneix ara com paper amate.

## Propietats
La saba d'aquesta espècie s'usa també des de temps antics, com a antihelmíntic per diversos pobles de l'Amazònia i en altres zones d'Amèrica central. Els efectes desparasitador de la saba de Ficus glabrata es deu a la presència de l'enzim proteolític ficina.
A Chiapas el làtex d'aquest arbre s'aprofita per a combatre Trichuris trichiura. A més, en algunes farmàcies es ven un producte denominat higuerol, elaborat amb aquest làtex. A Tabasco la llet de l'amate es barreja amb un poc de llet i se li n'afig el doble de mel d'abella, més una gota de menta, i es pren en dejú, contra els paràsits intestinals.
Història

Maximino Martínez, al segle xx, s'hi refereix com a antiparasitari.

## Taxonomia
Ficus insipida el descrigué Carl Ludwig Willdenow en Species Plantarum. Editio quarta 4(2): 1143. 1806.
Etimologia

Ficus: nom genèric que deriva del nom en llatí de la figa.
insipida: epítet llatí que significa 'sense sabor'.
Sinonímia

- Ficus finlayana Warb.
- Ficus glabrata Kunth
- Ficus glabrata var. obtusula Dugand
- Ficus krugiana Warb.
- Ficus longistipula Pittier
- Ficus palmirana Dugand
- Ficus radulina S.Watson
- Ficus segoviae Miq.
- Ficus werckleana Rossberg
- Ficus whitei Rusby
- Galoglychia martinicensis Gasp.
- Pharmacosycea angustifolia Liebm.
- Pharmacosycea brittonii Rusby[4]